# 高倉篤麿

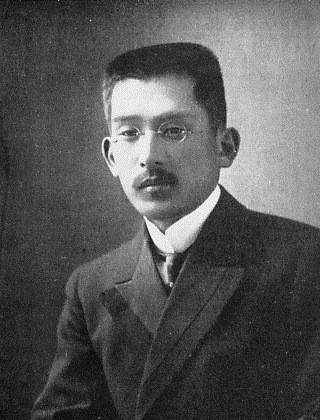
高倉篤麿（藪篤麿）

高倉 篤麿（たかくら あつまろ、1880年〈明治13年〉2月15日 - 1964年〈昭和39年〉2月1日）は、日本の宮内官、神職、華族。貴族院子爵議員、伊勢神宮大宮司。旧姓・藪。1936年（昭和11年）2月、高倉に復姓した。

## 経歴
東京府で華族・藪実休（さねたる）の二男として生まれる。1882年（明治15年）10月7日、祖父・藪実方の隠居に伴い家督を相続。1884年（明治17年）7月8日、子爵を叙爵した。1907年（明治40年）明治大学政治科を卒業し、さらに東京外国語学校仏語専修科で学んだ。
1890年（明治23年）侍従職出仕となり、1898年（明治31年）主猟官に転じた。1914年（大正3年）1月24日、貴族院子爵議員補欠選挙で当選し、研究会に所属して活動し1940年（昭和15年）2月20日に辞任した。同年、伊勢神宮大宮司に就任し、1951年（昭和26年）まで在任した。その他、旧堂上華族保護資金調査委員を務めた。墓所は多磨霊園(21-1-10)。

## 栄典
- 1918年（大正7年）3月11日 - 正四位[11]

## 親族
- 父 藪実休（幼名・亀丸時代は明治天皇のお相手を務めた）[12]
- 妻 高倉篤子（あつこ、三条実美六女）[1]
- 養嗣子 高倉公朋（河鰭実英三男、医学博士）[1]
- 叔母・藪嘉根子（明治18年より昭憲皇太后崩御まで女官を務めた。元掌侍）[13][12]